# Festival de la Cançó d'Intervisió 1977
El I Festival de la Cançó d'Intervisió va ser la primera edició del festival d'Europa de l'Est i es va celebrar a Sopot (on se celebrava el festival de Sopot) del 24 al 27 d'agost. Els actes d'interval van ser Sofia Rotaru, Pegi Marš, Marie Myriam, Linda Lewis i The Ritchie Family. El festival va ser guanyat per l'artista txeca Helena Vondráčková de Txecoslovàquia (ara República Txeca).

## Països participants
La primera edició va comptar amb onze països.
| Nº | País              | Idioma   | Artista                       | Cançó                                                 | Traducció                              | Posició | Punts |
| -- | ----------------- | -------- | ----------------------------- | ----------------------------------------------------- | -------------------------------------- | ------- | ----- |
| 1  | Hongria           | Hongarès | Kati és a Kerek Perec         | Egy dal neked i Hinta                                 | Una cançó per tu i Gronxador           | 14      | 20    |
| 2  | Unió Soviètica    | Rus      | Roza Rymbayeva                | Ozarenie (Озарение) i Tabunyi (Табуны)                | Perspicàcia i Ramats                   | 6       | 38    |
| 3  | Bulgària          | Búlgar   | Biser Kirov                   | W moim śnie (В съня ми) i Koniec lata (Краят лятото)  | En el meu somni i El final de l'estiu  | 12      | 23    |
| 4  | Cuba              | Espanyol | Farah María                   | El recuerdo de oquel i Un cuento                      | El record de oquel i Un conte          | 2       | 150   |
| 5  | Hongria           | Hongarès | Kati Kovács                   | Elégia i Ha legközelebb látlak                        | Elegia i La propera vegada que et veig | 16      | 8     |
| 6  | Espanya           | Castellà | Nubes Grises                  | Marinero i Nace el sentimento                         | Mariner i Neix el sentiment            | 18      | 5     |
| 7  | Txecoslovàquia    | Txec     | Helena Vondráčková            | Lasko ma ja stunu i Malovaný džbánku                  | Amor meu, estic malalt i Gerra pintada | 1       | 174   |
| 8  | Bulgària          | Búlgar   | Lili Ivanova                  | Khrizantemi (Хризантеми)                              | Crisatem                               | 4       | 112   |
| 9  | Txecoslovàquia    | Txec     | Jiří Korn                     | Jak se člověk mýlí                                    | Com s'equivoca un                      | 13      | 22    |
| 10 | Finlàndia         | Finès    | Kirka                         | Neidonryöstö                                          | El segrest de la nena                  | 15      | 18    |
| 11 | Espanya           | Castellà | José Vélez                    | Romántica                                             | Romàntica                              | 19      | 04    |
| 12 | Iugoslàvia        | Croat    | Daniil Kozlov                 | Muzyki svet                                           | La llum de la música                   | 8       | 31    |
| 13 | Cuba              | Espanyol | Pedro Luis Ferrer             | Son de la suerte esdrújula                            | Son de la sort esdrúixola              | 7       | 36    |
| 14 | Alemanya de l'Est | Alemany  | Frank Schöbel                 | O Lady                                                | -                                      | 5       | 39    |
| 15 | Alemanya de l'Est | Alemany  | Kreis                         | Doch ich wollt es wißen                               | -                                      | 10      | 25    |
| 16 | Polònia           | Polonès  | Maryla Rodowicz               | Kolorowe jarmarki                                     | Fires de colors                        | 11      | 24    |
| 17 | Polònia           | Polonès  | Czerwone Gitary               | Nie spoczniemy                                        | No ens rendirem                        | 3       | 126   |
| 18 | Romania           | Romanès  | Olimpia Panciu i Marius Țeicu | Niciodată nu e prea târziu                            | Mai és massa tard                      | 9       | 27    |
| 19 | Romania           | Romanès  | Angela Similea                | Nici tu, nici eu                                      | Ni tu ni jo                            | 17      | 7     |
| 20 | Unió Soviètica    | Rus      | Vladimir Migulya              | Ave Marija (Аве Мария) i Pobeda zsivet (Победа живёт) | Avemaria i La victòria viu             | 11      | 24    |

## Curiositats
- Tant Txecoslovàquia com la Unió Soviètica no van participar a Eurovisió 1977 (ni en cap any) però la Televisió Txecoslovaca (ČST) i la Televisió Central Soviètica (ЦТ СССР) van retransmetre aquesta edició del festival. També a la БНТ (que en aquell moment no era membre de la UER).
- Aquesta edició s'assembla a la primera edició d'Eurovisió, ja que en tenim un nombre gran de artistes però un petit nombre de països participants.